# Galanthus reginae-olgae
Galanthus reginae-olgae е многогодишен представител на рода Кокиче. На височина достига до около 15 см. Отровно е като всички представители на рода. Издава нежен аромат. Не се среща в България.